# GD Sesimbra
Grupo Desportivo de Sesimbra ist ein portugiesischer Sportverein aus der Kleinstadt Sesimbra.

## Geschichte
GD Sesimbra wurde 1947 durch den Zusammenschluss von União Futebol Sesimbra, Vitória Futebol Club und Ases Futebol Clube gegründet. 
Die Fußballmannschaft spielte ab 1967 in der Segunda Divisão. 1970 wurde sie hinter dem SC Farense Vizemeister der Südstaffel, konnte den Erfolg aber nicht bestätigen und stieg nach mehreren Mittelfeldplätzen 1978 wieder ab. Nach dem erneuten Zweitligaaufstieg 1982 hielt sich der Klub drei Spielzeiten auf dem Spielniveau. Zeitweise noch in der Terceira Divisão antretend rutschte der Klub in den 1990er Jahren in den regionalen Distriktfußball ab. Zwischen 1996 und 2006 gelang die Rückkehr in den national organisierten Fußball, dabei spielte die Mannschaft insgesamt drei Spielzeiten in der drittklassigen Segunda Divisão B.
Die Rollhockeymannschaft gehörte in den 1970er und 1980er Jahren. Bei der ersten Auflage des Europapokalwettbewerbs CERS Cup, an dem sie in der Folge mehrfach teilnahm, in der Spielzeit 1980/81 holte der Klub den internationalen Titel.